# Kazuo Nakagawa
Kazuo Nakagawa (中川和雄, Nakagawa Kazuo) és un polític i buròcrata japonés que va exercir des de 1991 fins a 1995 com a governador d'Osaka i vicegovernador de 1983 a 1991 sota el mandat de Sakae Kishi. Nakagawa també és president honorari de l'associació de jugadors de go de la regió de Kansai.

## Biografia

### Inicis
Kazuo Nakagawa va nàixer l'1 de novembre de 1926 a Kyoto, a la prefectura de Kyoto. El 1950 Nakagawa es gradua a la facultat de dret de la Universitat de Tòquio i comença a treballar al ministeri de salut i benestar. El 1957 passa a treballar com a funcionari del govern de la prefectura d'Osaka. Com a funcionari de la prefectura va estar al front de càrrecs com els de cap del departament de benestar i cap de comptabilitat del govern prefectural. Durant el mandat del governador Sakae Kishi des de 1979, el 1983 Nakagawa és nomenat vicegovernador d'Osaka, càrrec que conservaria fins a l'any 1991, quan es presenta a les eleccions a governador com a relleu de Kishi.

### Governador d'Osaka (1991-1995)
Kazuo Nakagawa va resultar elegit a les eleccions a governador de 1991 com un candidat continuista de Sakae Kishi. El vicegovernador durant el mandat va ser Shūzen Tanigawa, qui posteriorment seria president de la Cambra de Consellers del Japó pel PLD. Durant el mandat de Nakagawa es va inaugurar l'Aeroport Internacional de Kansai (KIX) en una illa artificial a la badia d'Osaka el 1994. El mateix any 1994 també un alt funcionari de la prefectura és arrestat sota l'acusació d'haver falsejat els informes oficials amb els balanços de fons polítics. El 1995, darrer any del mandat de Nakagawa es produeix el terratrèmol de Kobe, el qual també afectà a Osaka. El 22 d'abril de 1995 Nakagawa deixa el càrrec de governador sent substituït pel comediant i polític independent Knock Yokoyama.

### Vida posterior
Abans de retirar-se i en anunciar que no optaria a la reelecció va nomenar com el seu successor de cara a les eleccions a Takuya Hirano, però aquest va ser derrotat per Knock Yokoyama. Fins a la dimissió de Tōru Hashimoto el 2011, Nakagawa havia estat l'únic governador democràtic que havia tingut un mandat d'una legislatura. El 18 de novembre de 1996 Nakagawa va rebre de la ciutat de Shanghai la medalla d'honor de l'orquídia. Des de 2010 fins a 2017 va estar president de l'associació de jugadors de go de la regió de Kansai, sent posteriorment president honorari d'aquesta. De fet, durant l'etapa de governador, Nakagawa va promoure el joc de go entre la gent invident. Des de 1997 Nakagawa també ha estat president de l'associació de voleibol de la prefectura d'Osaka i també president de la federació japonesa de voleibol. També ha estat i és president de diverses altres organitzacions d'àmbit osaquenc.

## Condecoracions
- Medalla d'Honor de l'Orquidia de la ciutat de Shanghai (1996)
- Orde del Tresor Sagrat de segona classe (1999)
- Orde de l'Amistat del Vietnam (2003)
- Medalla d'Honor de l'Orde del Comerç de la república de Corea (2008)[5][6]